# 無慚
無慚，佛教中是指一種不善的心所，字面意義為沒有羞恥，沒有良心。被列為大不善地法與十纏之一。

## 概論
無慚是慚（hrī）的反義字，為缺少慚的狀態，指沒有羞恥心的心態，對於有德者沒有崇敬，沒有忌憚。經常與無愧同時出現。
無慚無愧的根源為無明，會導致邪見邪思維，引發邪語邪業邪命等不善行。